# Деревний хлист
Деревни́й хлист (хлист) — стовбур поваленого дерева, очищений від гілок, верхівки і пневої частини.
Деревний хлист заготовляють з дерев різних порід і поставляють в необкорованому вигляді. При цьому розмір деревного хлисту по довжині встановлюється залежно від виду транспорту. Частини деревного хлиста не менше 4 м постачаються разом з хлистами. За товщиною деревний хлист поділяється на 3 групи: тонкі — від 8 до 20 см включно з градацією 2 см, середні — від 24 до 40 см включно з градацією 4 см, великі — від 44 см і більше з градацією 4 см. Сучки на деревному хлисті повинні бути обрубані, допускаються окремі недообрубані сучки висотою не більше 3 см над поверхнею кори. Не допускаються: кривина понад 5 % довжини хлиста; ядерна гниль, що займає понад 65 % площі нижнього торця, і зовнішня трухлява гниль. Деревний хлист є вихідною сировиною для отримання круглих лісоматеріалів різного призначення. Оцінка якості деревного хлиста має здійснюватися за показниками, доступним для візуальної оцінки і давати найбільш повне уявлення про його якість. Кількість таких показників має бути мінімальною.